# Gare de Fresville
La gare de Fresville est une halte ferroviaire française (fermée) de la ligne de Mantes-la-Jolie à Cherbourg, située au lieu-dit La Gare sur le territoire de la commune de Fresville, dans le département de la Manche en région Normandie.
C'était une halte, mise en service en 1879 par la Compagnie des chemins de fer de l'Ouest et fermée dans la deuxième moitié du XXe siècle par la Société nationale des chemins de fer français (SNCF).

## Situation ferroviaire
Établie à 6 mètres d'altitude, la halte fermée de Fresville est située au point kilométrique (PK) 331,590 de la ligne de Mantes-la-Jolie à Cherbourg, entre les gares fermées de Chef-du-Pont - Sainte-Mère (TAD) et de Montebourg.

## Histoire
En 1877 le conseil général de la Manche émet un vœu pour l'établissement d'une halte à Port-Bréhey sur le territoire de la commune de Fresville. Cette demande émane des élus et habitants des communes de Fresville, Orglandes, Gourbesville, Amfreville, Neuville-au-Plain, Émondeville et Ozeville, qui ont signé une pétition pour demander l'avis favorable du conseil général. L'argumentation porte notamment sur les difficultés, voire les dangers, que doivent affronter ses habitants lorsqu'ils vont prendre le train à Montebourg ou à Chef-du-Pont.
Le renouvellement de ce vœu aboutit avec l'approbation du projet de halte par la décision ministérielle du 16 janvier 1879 et la mise en service d'une halte à Port-Bréhey sur la « ligne de Paris à Cherbourg ».
Le 30 décembre 1893, le projet de création d'un embranchement particulier pour desservir les « carrières de phosphate du Cotentin » est approuvé par décision ministérielle. Une voie de garage est installée pour permettre le chargement du phosphate de Gourbesville amené par charrettes depuis les carrières ouvertes en 1893 à la Godevrayerie jusqu'à l'arrêt de l'exploitation en 1896. Après la faillite de la société, la Compagnie de l'Ouest rachète, pour 9 576,44 fr, la voie et le matériel. Lors de sa séance du 28 avril 1897, le conseil général émet le vœu que la Compagnie reporte son intention de détruire ces installations et revoit le coût pour les communes de l'ouverture de la halte au service des messageries et des colis postaux.
Avec l'aide d'une subvention du conseil général, votée à la fin de l'année 1897, les communes rachètent la voie de garage et la halte est ouverte début 1898 à l'expédition de marchandises comme les cidres en fûts. Néanmoins il n'y a pas de trafic car il manque un quai pour charger les wagons. Lors de sa séance du 22 août 1900, le conseil général soutient la demande des communes, faite à la Compagnie, de procéder à la construction du quai nécessaire.
En 1957, « Fresville », gérée par la région Ouest de la SNCF, dispose d'un bâtiment voyageurs et d'une voie de garage.
En 2007, le bâtiment, la voie de garage et le passage à niveau ont disparu ; il ne reste qu'une parcelle vide à côté des deux voies de la ligne.

## Service des voyageurs
La halte ferroviaire est fermée.